# Джеймс Деммел
Джеймс Уелдон Деммел (нар. 1955 року) — американський математик та інформатик, доктор технічних наук, Заслужений професор математики і комп'ютерних наук в університеті Каліфорнії, Берклі.

## Навчання
Джеймс Деммель здобув ступінь бакалавра в Каліфорнійському технологічному інституті, який закінчив у 1975 році за спеціальністю математика. У 1983 році він отримав ступінь доктора філософії (Ph.D.) в галузі комп'ютерних наук в Каліфорнійському університеті в Берклі під керівництвом Вільяма Кехена. Тема його дисертації Жорданова нормальна форма чисельного аналітика (A Numerical Analyst's Jordan Canonical Form). Після шести років роботи в Нью-Йоркському університеті він переїхав до Берклі в 1990 році.

## Наукова діяльність
Джеймс Деммель відомий за його доробком до LAPACK — бібліотеки підпрограм для числової лінійної алгебри, та загалом, за дослідження в галузі чисельних алгоритмів поєднуючи математичну строгість із високоефективними реалізаціями. «Prometheus», паралельний багатогалузевий розв'язувач кінцевих елементів (СЕ) написаний Деммелем, Марком Адамсом та Робертом Тейлором, виграв премію Карла Бенца на Конференції АСМ/ІЕЕЕ з суперкомп'ютерів 1999 року та премію Гордона Белла для Адамса та його співробітників на тій же конференції в 2004 році.

## Нагороди та премії
Джеймс Деммель був обраний членом Національної інженерної академії в 1999 році, членом Асоціації обчислювальної техніки в 1999 році та увійшов до складу Інституту інженерів з електротехніки та електроніки (IEEE) в 2001 році. Також він став співробітником SIAM у 2009 році і членом Національної академії наук США в 2011 році.
Джеймс Деммель був одним з двох вчених удостоєних у 1986 році Премії Леслі Фокса за чисельний аналіз. у 1993 році Деммель виграв премію Джеймса Вілкінсона у галузі чисельного аналізу і наукових обчислень, а в 2010 році він здобув премію IEEE Sidney Fernbach Award «за наукове лідерство у створенні адаптивного, інноваційного та високопродуктивного програмного забезпечення з лінійної алгебри».
У 2012 році він став стипендіатом Американського математичного товариства. Він також отримав премію ім. Чарльза Беббіджа від IEEE у 2013 році.

## Особисте життя
Джеймс Деммель одружений з Кетрін Елік, директоркою-помічницею лабораторії обчислювальної техніки в Каліфорнійському університеті в Берклі та співробітницею ACM і професоркою електротехніки та комп'ютерних наук в Національній лабораторії імені Лоренса в Берклі.